# خانه بلک‌پینک
خانه بلک‌پینک (انگلیسی: Blackpink House; کره‌ای: 블핑하우스) یک ورایتی شو محصول کره جنوبی از گروه بلک‌پینک بود که از شبکه جی‌تی‌بی‌سی پخش شد. این برنامه دربارهٔ اعضای گروه بلک‌پینک و کارهایی است که در طول وقفه و زندگی روزمرهٔ خود انجام می‌دهند. اولین قسمت از شبکه جی‌تی‌بی‌سی‌تو در ۶ ژانویه ۲۰۱۸ پخش شد. این برنامه همچنین به صورت آنلاین از یوتیوب و وی لایو پخش شد. خانه بلک‌پینک همچنین برای استریم در آمازون پرایم ویدئو قابل دسترسی است.